# Томатис, Альфред
Альфред А. Томатис (фр. Alfred Angelo Tomatis, 1 января 1920 — 25 декабря 2001) — французский оториноларинголог, доктор медицины, изобретатель «метода Томатиса» и «аудио-психо-фонологии». Из-за отсутствия доказательной базы и широкого спектра заболеваний, которые, как он утверждал, лечил, французские власти рассматривают метод Томатиса как альтернативную медицину. Исследование, проведённое в 2008 году по стандартам доказательной медицины, выявило отсутствие эффективности этой методики для лечения аутизма у детей.